# Маконелсберг (Пенсилванија)
Маконелсберг (енгл. McConnellsburg) град је у америчкој савезној држави Пенсилванија.

## Демографија
По попису из 2010. године број становника је 1.220, што је 147 (13,7%) становника више него 2000. године.
| Група             | 2000.         | 2010.         |
| Белци             | 1.037 (96,6%) | 1.125 (92,2%) |
| Афроамериканци    | 9 (0,8%)      | 51 (4,2%)     |
| Азијати           | 1 (0,1%)      | 1 (0,1%)      |
| Хиспаноамериканци | 6 (0,6%)      | 6 (0,5%)      |
| Укупно            | 1.073         | 1.220         |